# Yu Takenouchi
Yu Takenouchi (Japans: 竹之内悠) (Kyoto, 1 september 1988) is een Japans veldrijder.
Zijn beste prestatie op de weg is een overwinning in de Grote Prijs van Gommegnies in 2012, voor Adam Yates.

## Veldrijden
| Seizoen   | Wereldbeker | Superprestige | GvA Trofee/bpost bank trofee | WK  | JK     | Overige                   | Totaal aantal zeges |
| --------- | ----------- | ------------- | ---------------------------- | --- | ------ | ------------------------- | ------------------- |
| 2008-2009 |             |               |                              |     | 4e     |                           | 0                   |
| 2009-2010 |             |               |                              |     | Brons  |                           | 0                   |
| 2010-2011 |             |               |                              |     | Zilver |                           | 0                   |
| 2011-2012 |             |               |                              | 45e | Goud   | Nagano                    | 2                   |
| 2012-2013 |             |               |                              | 31e | Goud   | Nagano, Yasu              | 3                   |
| 2013-2014 |             |               |                              | 37e | Goud   | Nagano I, Nagano II, Yasu | 4                   |
| 2014-2015 |             |               |                              | 45e | Goud   |                           | 1                   |
| 2015-2016 |             |               |                              |     | Goud   | Nagano                    | 2                   |

## Wegwielrennen
2012
Grote Prijs van Gommegnies

## Ploegen
- 2008 –  Trek-Marco Polo Cycling Team
- 2009 –  Trek-Marco Polo Cycling Team
- 2013 –  Colba-Superano Ham
- 2014 –  Veranclassic-Doltcini
- 2015 –  Veranclassic-Ekoi

De Laeter · Flahaut · V.Fobert · François · Jodts · Kremer · Lhotellerie · Mowatt · Schittecatte · Takenouchi · Tanis · Van Dorsselaer · Van De Kerkhove · Vanden Heede · Vercruyce · A.Fobert (stagiair) · Koishi (stagiair)
Bacquet · Bekaert · Brambilla · Devillers · Dewortelaer · Džervus · Flahaut · Gardeyn · Gaudy · Goovaerts · Karwowski · Mol · Ottema · Rigaux · Rosseler · Schoonbroodt · Stallaert · Takenouchi · Van Coppernolle · Vandewiele · Verwaest · Weber · Bossuyt (stagiair) · Soenens (stagiair)